# Enteroptosi
Con il termine enteroptosi in medicina si indica un movimento che riguarda la massa intestinale, essa si sposta verso il basso.

## Eziologia
Si manifesta in seguito ad un evento che ha portato un indebolimento della parete addominale.

## Patologie correlate
Si sono riscontrati casi di enteroptosi in caso di stipsi, dolore addominale, dispepsia, vomito.

## Etimologia
la parola deriva dal greco: enteron che significa intestino e ptosis ovvero caduta.

## Terapia
Il trattamento è principalmente di tipo contenitivo, nei casi più gravi si ricorre a enteropessi.